# بخش کمبری
بخش کمبری (به فرانسوی: Arrondissement de Cambrai) یک بخش در فرانسه است که در نر واقع شده‌است.